# Olga Barbosa
Olga Barbosa Prieto (Santiago, 14 de mayo de 1975) es una científica chilena, investigadora y profesora asociada de la Universidad Austral de Chile. Es la primera Secretaria Regional Ministerial de Ciencia, Tecnología, Conocimiento e Innovación de la Macrozona Sur de Chile, que incluye las regiones de La Araucanía, Los Lagos y Los Ríos.
Su vida académica y profesional se ha centrado en comprender cómo los paisajes multifuncionales, altamente intervenidos por la acción humana, proveen servicios ecosistémicos a los humanos para conciliar, desde la evidencia científica, el desarrollo productivo con el desarrollo social y ambiental. Es Licenciada en Ciencias Biológicas y Doctora en Ecología por la Pontificia Universidad Católica de Chile, donde su investigación doctoral se centró en los efectos de la fragmentación de hábitat sobre la biodiversidad en bosques endémicos de Chile, particularmente en el Parque Nacional Fray Jorge.

## Biografía
Realizó un postdoctorado en el campo de la ecología urbana en la Universidad de Sheffield, Reino Unido (2005-2007), y luego regresó a Chile para continuar su investigación sobre espacios verdes urbanos en la ciudad de Valdivia, donde ejecutó el proyecto Decreasing Urban Green Space Availability Under Increasing Urbanisation Patterns: What is Happening To Ecosystem Services Provision And Urban Biodiversity?. Este proyecto buscó relevar la importancia de los humedales urbanos como infraestructura verde para mitigar los efectos del cambio climático. En 2015, se asoció con la Resilience to Extremes Sustainability Research Network (UREx SRN) para modelar escenarios futuros ante eventos extremos en ciudades y desarrollar estrategias de resiliencia frente al cambio climático.
En 2008, con el Instituto de Ecología y Biodiversidad, creó el Programa Vino, Cambio Climático y Biodiversidad con el objetivo de mostrar la compatibilidad entre la conservación de la biodiversidad y el desarrollo del sector vitivinícola chileno. Este programa promueve soluciones basadas en la naturaleza para proteger el ecosistema mediterráneo chileno, integrando al sector vitivinícola en la conservación de la biodiversidad y aprovechando los beneficios ecosistémicos que ofrece.
Su compromiso con la transferencia y comunicación de conocimiento científico la ha llevado a trabajar para la toma de decisiones y el desarrollo de políticas basadas en evidencia científica multidisciplinaria. Por ello, integra la Plataforma Intergubernamental Científico-normativa sobre Diversidad Biológica y Servicios de los Ecosistemas (IPBES) a nivel internacional y la iniciativa ciudadana Ciencia al Congreso en Chile.

## Vida personal
Olga Barbosa es nieta de Ruy Barbosa Gellona, quien influyó en su interés por la ciencia y la naturaleza. Este legado familiar se refleja en su dedicación a la ecología y la conservación.

## Premios y reconocimientos
- 2018 - 100 mujeres líderes de Chile[5]
- 2018 - Medalla 2 de octubre – Valdivia[6]